# Kaple Jména Panny Marie (Kamenné Žehrovice)
Kaple Jména Panny Marie v Kamenných Žehrovicích ve Středočeském kraji je stavba moderní architektury z roku 2009. Spadá pod správu smečenské farnosti.

## Dějiny

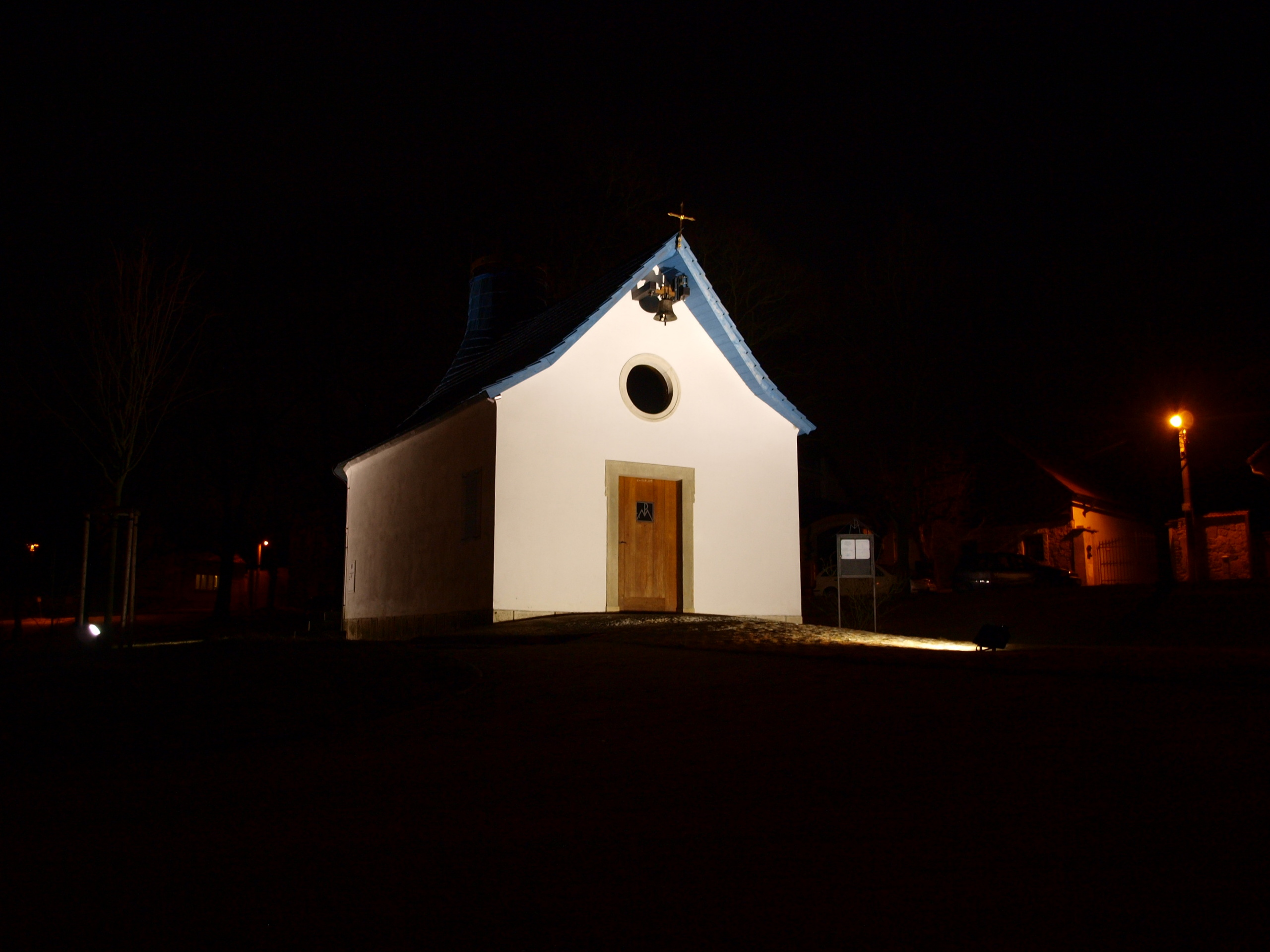
Kaplička v Kamenných Žehrovicích

V horní, jižní části návsi středočeské obce Kamenné Žehrovice, jejíž terén se mírně svažuje od jihu k severu, stávala kdysi menší kaplička. Ta však byla v 70. letech 20. století z politických důvodů odstraněna. Místní občanské sdružení Žehrovák iniciovalo výstavbu nové kaple a podařilo se mu získat podporu místního obyvatelstva.
Autorem projektu nové stavby ve stylu moderní architektury je ing. arch. Tomáš Kocourek.

## Architektura
Kaple z roku 2009 je o něco větší než původní stavba. Má půdorys ve tvaru polouzavřené podkovy orientované ve směru východ-západ. Tvar šindelové střechy i její modrá barva symbolizuje plášť Panny Marie. Střecha vrcholí v pozlacenou korunu s dvanácti hvězdami, skrze něž prostupuje světlo do interiéru kaple. Mimoto interiér přirozeným světlem osvětlují také tři úzká boční okna a jedno okno z kaleného skla ve žlutooranžovém odstínu v průčelí stavby.
Kaple byla slavnostně vysvěcena 19. září 2009 kardinálem Miloslavem Vlkem.

## Bohoslužby
Bohoslužby se konají pouze třetí sobotu v září od 10 hodin a jedna poutní bohoslužba, dále poslední sobotu v měsíci v období březen - červen a září - listopad od 17:00 hodin.